# Seznam angleških skladateljev
Seznam angleških skladateljev.

## A
- Richard Addinsell
- John Addison
- Thomas Adès
- Kenneth J. Alford
- Thomas Arne
- Malcolm Arnold

## B
- John Barnett
- John Barry
- David Bedford
- Lennox Berkeley
- Harrison Birtwistle
- John Blow
- Havergal Brian
- Benjamin Britten
- Anthony Burgess
- William Byrd

## C
- Cornelius Cardew (1936–1981)
- Petula Clark
- Noël Coward

## D
- Peter Maxwell Davies
- Frederick Delius
- John Dowland (1563–1626)
- Robert Dowland (1591–1641)
- John Dunstable

## E
- Richard Edwardes
- Edward Elgar
- Keith Emerson
- Brian Eno

## F
- Brian Ferneyhough
- John Foulds
- Benjamin Frankel
- Fred Frith

## G
- Orlando Gibbons (1583–1625)
- Ron Goodwin

## H
- George Harrison
- Imogen Heap
- Christopher Hogwood (1941-2014)
- Gustav Holst
- Imogen Holst

## I
- John Ireland

## J
- Elton John
- Sidney Jones

## L
- John Lennon
- Elisabeth Lutyens

## M
- Mantovani
- John McLaughlin
- Ernest John Moeran
- Thomas Morley

## N
- Noko
- Gary Numan
- Michael Nyman

## O
- Mike Oldfield

## P
- Owain Park
- Hubert Parry
- Michael Parsons
- Johann Christoph Pepusch
- Martin Phipps
- Henry Purcell

## Q
- Roger Quilter

## R
- William Rimmer

## S
- Malcolm Sargent
- Cyril Scott
- Humphrey Searle
- Howard Skempton
- Charles Villiers Stanford
- Ringo Starr
- Stephen Storace

## T
- Michael Talbot
- Thomas Tallis
- John Tavener
- John Taverner
- Ray Thomas
- Michael Tippett (1905-1998)
- Mark-Anthony Turnage

## W
- William Walton
- George James Webb
- Andrew Lloyd Webber
- Thomas Weelkes
- John Wilbye
- Ralph Vaughan Williams
- Charles Wood
- Roy Wood